# Goldene Kamera 1965
Die Verleihung der Goldenen Kamera 1965 fand am 25. Januar 1966 im Hotel Vier Jahreszeiten in Hamburg statt. Es war die 1. Verleihung dieser Auszeichnung. Das Publikum wurde durch den Verleger Axel Springer begrüßt. Die Verleihung der Preise und die Moderation übernahm Hans Bluhm, der Chefredakteur der Programmzeitschrift Hörzu (damals noch Hör zu). An der Veranstaltung nahmen etwa 100 Gäste teil. Die Verleihung wurde nicht im Fernsehen übertragen. Die Leser wählten in der Kategorie Beliebtester Fernsehstar ihre Favoriten.

## Preisträger

### Beste Hauptrolle (männlich)
- Paul Verhoeven – Der Kardinal von Spanien

### Beste Hauptrolle (weiblich)
- Luitgard Im – Judith

### Beliebtester Fernsehstar (männlich)
- Hans-Joachim Kulenkampff (Hör zu-Leserwahl)

### Beliebtester Fernsehstar (weiblich)
- Inge Meysel (Hör zu-Leserwahl)

### Bester Autor & Beste Regie
- Egon Monk – Der Augenblick des Friedens

### Bester Fernsehjournalist
- Georg Stefan Troller – Pariser Journal

### Bester Moderator
- Heinz Haber – Unser blauer Planet

### Beste Sportsendung
- Das aktuelle Sport-Studio

### „Königin der leichten Muse“
- Caterina Valente

### Teamkamera
Das aktuelle Sport-Studio
- Rainer Günzler
- Wim Thoelke
- Harry Valérien